# Bzyb
Bzyb (en géorgien : ბზიფი ; en abkhaze : Бзыҧ, Bzyph) est une ville d'Abkhazie, région séparatiste de la Géorgie.

## Démographie
En 2011, Bzyb avait une population de 4 719 habitants composée de 54,7 % d'Abkhazes, 27,5 % d'Arméniens, 10,7 % de Russes, 3,7 % de Géorgiens, 0,9 % d'Ukrainiens et 0,3 % de Grecs.

### Personnalités liées à la commune
- Valeri Bganba (1953), président de l’Abkhazie par intérim.